# Río Lambre
El río Lambre es un río del noroeste de la península ibérica que discurre por la provincia de La Coruña, en Galicia, España, y vierte sus aguas en la ría de Betanzos.

## Curso
El Lambre nace a 600 m de altura en el monte da Pena da Uz (705 m), en el municipio de Monfero. Atraviesa este municipio y los de Villarmayor, sirve de linde entre este y el de Irijoa, y luego entre los de Miño y Paderne, para acabar desembocando en el lugar de Ponte do Porco, en el municipio de Miño, en la orilla derecha de la ría de Betanzos, después de un recorrido de 15 km.

## Afluentes
Los afluentes de este río son pequeños arroyos de corto recorrido. Cabe citar en la cabecera, y por la derecha, el río Lambruxo.

## Régimen hídrico
El río Lambre es un río de régimen pluvial, de tipo oceánico.

## Explotación
Sobre el río Lambre, en el municipio de Vilarmaior, se sitúa el embalse de Guimil, propiedad de Unión Fenosa.

## Étimo

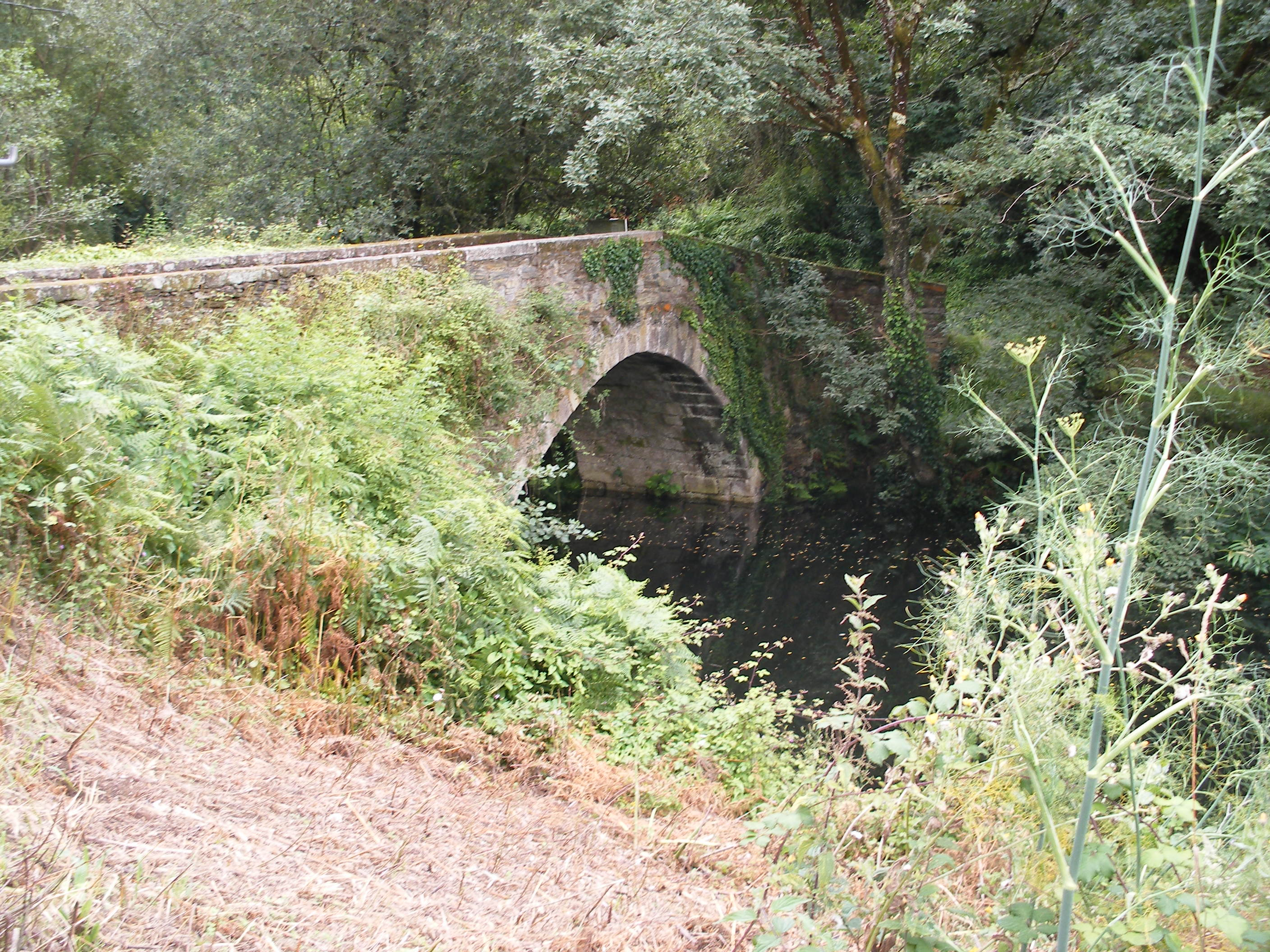
Puente medieval sobre el Lambre, entre Miño y Paderne.

El hidrónimo se corresponde con la denominación de tres lugares en los municipio de Irijoa y Paderne, que en principio parecen deber su nombre al río. A fines del siglo XI (circa 1092) es citado ya como flumen Lambre. A partir de ahí la cuestión está abierta. Luís Monteagudo propuso un étimo *Lamaris, que evolucionaría como Tamaris a río Tambre (había que suponer desde un acusativo *Lamare, como para Tamare). Pero Schmoll supone que es comparable al Lambro, un afluente del río Po, en Italia, para el que Krahe sostuvo un origen iliria. El nombre también se ha comparado a Flavia Lambris, una ciudad de época romana sita a orillas del Cantábrico y otra denominada, con lectura insegura, Lambriaca o Lambrica.